# 里夫涅 (德羅霍貝奇區)
49°22′49″N 23°46′50″E / 49.38028°N 23.78056°E
里夫涅（烏克蘭語：Рівне），是烏克蘭的村落，位於該國西部利沃夫州，由德羅霍貝奇區負責管轄，始建於1783年，面積0.68平方公里，2001年人口200，人口密度每平方公里295.86人。